# Bindaetteok
Bindaetteok (còn gọi là nokdujeon hoặc jijim nokdu; nghĩa là "bánh đậu xanh") là một loạt biến thể của Jeon, một loại bánh xèo Triều Tiên. Nó được làm bằng đậu xanh, với hành xanh, kimchi, hoặc tiêu nấu chín trong một chảo chiên.

## Từ nguyên và lịch sử
Bindae-tteok lần đầu tiên xuất hiện dưới cái tên binja (빈쟈) trong sách Ẩm thực tri vị phương (Hangul:음식디미방 Eumsik dimibang) một cuốn sách dạy nấu ăn năm 1670 do cung nữ Jang Gye-hyang viết.  
Bingjya có lẽ được bắt nguồn từ món bánh Trung Hoa, vì từ "bing/餅" (Hán Việt: bính) ám chỉ về bánh có dạng tròn dẹt ., cách phát âm và ý nghĩa của chữ cái thứ hai là không rõ. Còn về từ nguyên tteok (떡) có nghĩa là một loại bánh dưới dạng hấp, giã, nhồi nặn và chiên; thường là một chiếc bánh gạo nhưng trong trường hợp này là một chiếc bánh xèo. 
Trong thời đại Joseon (1392–1897), các hộ gia đình giàu hơn sẽ phân phát bindae-tteok cho những người nghèo hơn tụ tập bên ngoài Sungnyemun của Seoul trong thời kỳ khó khăn. Bindaetteok thường được ăn ở vùng tây bắc của Hwanghae-do và Pyeongan-do.

## Nguyên liệu & cách làm
Bánh xèo bindae-tteok được làm từ bột nhão (bột mì và nước)  cùng với rau dớn , thịt lợn, giá đỗ xanh, và không thể thiếu kimchi.
Để làm nhân cho bánh xèo bindae-tteok, người ta trộn thịt lợn xay và nêm với xì dầu, hành lá băm nhỏ, tỏi băm, tiêu đen xay và dầu mè. Giá đỗ rửa sạch, chần sơ qua, cắt khúc ngắn và nêm muối, dầu mè. Kimchi không được nhồi và vắt để loại bỏ phần sốt ớt lẫn nước thừa, sau đó cắt thành từng miếng nhỏ. Các thành phần sau đó được trộn đều .
Đậu xanh rửa sạch, ngâm nở, xay với nước, nêm chút muối để làm bột.
Bột đậu xanh được múc trên chảo nóng được thoa một lượng dầu ăn đáng kể, phủ lên trên nhân bánh, tiếp theo là một lớp bột khác đổ lên trên nhân bánh. Cuối cùng, bindae-tteok được phủ lên với những miếng ớt xanh và ớt đỏ thái lát chéo. Bánh xèo sẽ được áp chảo cả hai mặt và dùng với nước chấm gồm xì dầu, giấm, nước và hạt thông xay.

## Thư viện ảnh

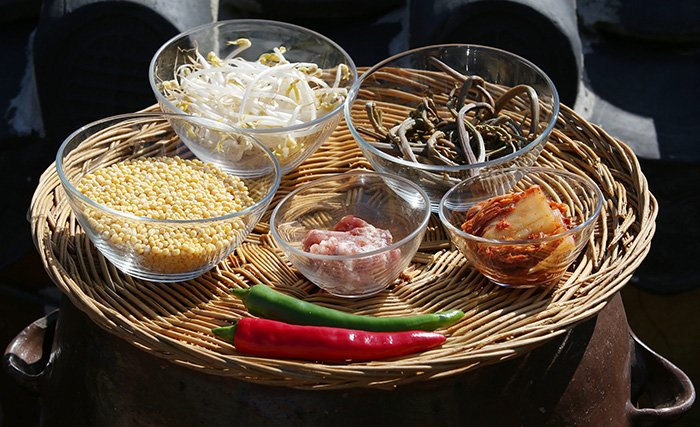
Thành phần có trong bindae-tteok
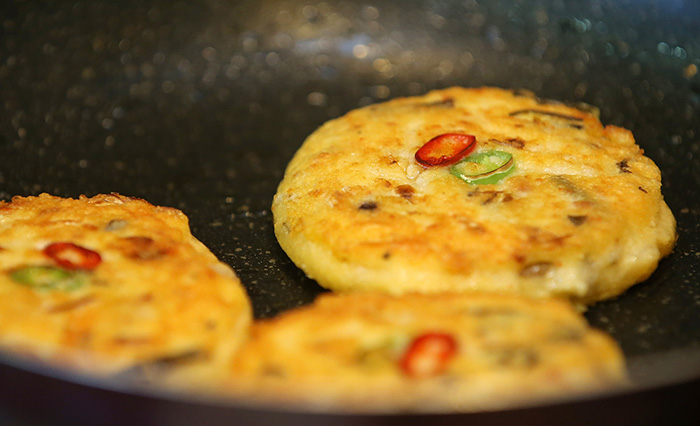
Bánh xèo bindae-tteok chiên trong chảo
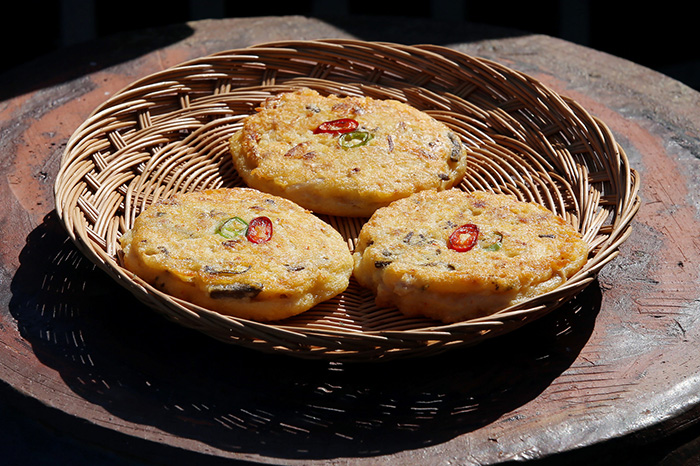
Bindae-tteok thành phẩm
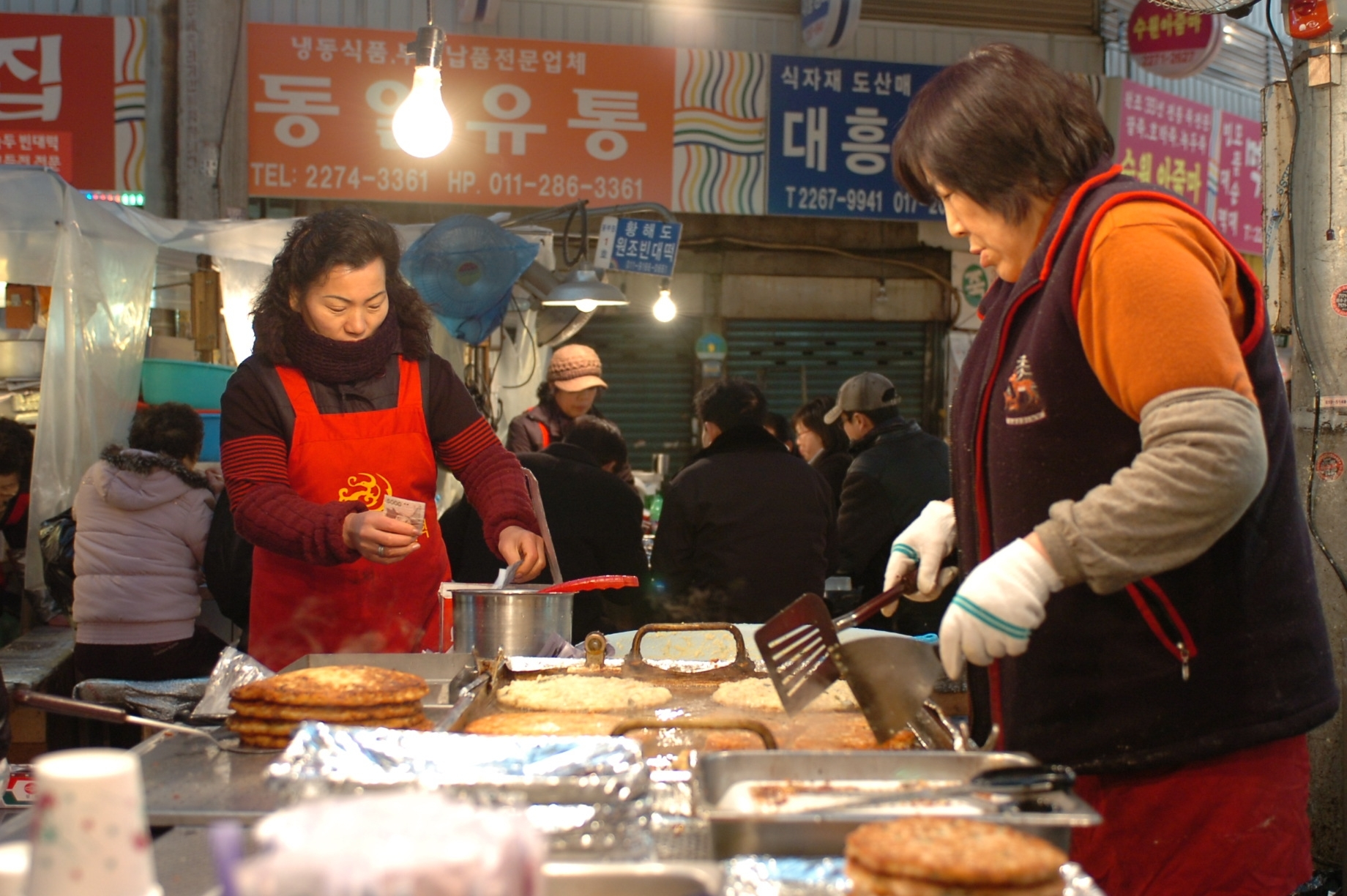
Bánh xèo bindae-tteok bày bán ở quán ăn chợ đêm ở Hàn Quốc